# Jeroo Billimoria
Jeroo Billimoria (sinh ngày 20 tháng 7 năm 1965) là một doanh nhân xã hội và là người sáng lập của nhiều tổ chức phi chính phủ quốc tế đã nhận được nhiều giải thưởng danh dự lớn. Với việc đưa các dự án quản lý các dự án xã hội của mình lên phạm vi toàn cầu, bà đã trở thành thành viên của en: Ashoka: Innovators for the Public, en: Skoll Foundation và en: Schwab Foundation for Social Entrepreneurship. Ngoài ra, những hoạt động của bà còn được đăng trên các Business Week, The Economist và xuất bản trên các ấn phẩm sách khác. Thành tựu gần đây nhất của bà phải kể đến en: Aflatoun (Child Savings International), en: Childline India Foundation và en: Child Helpline International. Hiện tại, bà đang là người sáng lập kiêm giám đốc quản lý của Child and Youth Finance International.

## Tiểu sử
Jeroo Billimoria sinh ra ở Mumbia, Ấn Độ, trong 1 gia đình mẹ làm kế toán và bố làm công tác xã hội. Được nuôi lớn trong 1 gia đình với nền tảng cống hiến cho các hoạt động xã hội, sự ra đi sớm của người cha đã tạo động lực cho bà quyết tâm theo đuổi con đường hoạt động xã hội của mình. Billimoria nhận bằng cử nhân thương mại của en: University of Mumbai (vốn được biết đến với cái tên trường đại học Bombay) vào năm 1986, bằng thạc sĩ về hoạt động xã hội của en: Tata Institute of Social Sciences, Ấn Độ vào năm 1988 và bằng thạc sĩ nghiên cứu về quản lý phi lợi nhuận của trường en: New School for Social Research University ở New York vào năm 1992. Từ năm 1991 đến năm 1999, bà tham gia giảng dạy tại Học viện khoa học xã hội Tata.

## Doanh nhân xã hội
Vào năm 1996, với kinh nghiệm làm việc của mình với trẻ em đường phố Ấn Độ, Billimoria đã quyết định thành lập Childline India Foundation, một đường dây nóng kết nối 24h cho trẻ em. Tiếp nối thành công của đường dây nóng này ở Ấn Độ, một đường dây nóng quốc tế đã được đi vào hoạt động dưới tên Child Helpline International (CHI). Đường dây quốc tế này đã tiếp nhận 140 cuộc gọi từ 133 quốc gia trên thế giới. Với những thông tin được ghi lại từ đường dây nóng này, CHI đã chỉ ra hiện trạng và xu thế của trẻ em trên toàn thế giới, đồng thời truyền những thông điệp này tới các nhà chức trách và tổ chức phi chính phủ.
Theo số liệu thu thập được từ đường dây nóng này, rất nhiều cuộc gọi xuất phát từ nguyên nhân chính là do nghèo đói gây ra. Để giải quyết vấn đề này, Billimoria đã thành lập Aflatoun, 1 tổ chức phi chính phủ với mục tiêu giáo dục trả em về quyền và nghĩa vụ kinh tế cũng như để phát triển những thói quen và kĩ năng quản lý tài chính cơ bản ở trẻ nhỏ. Hiện nay, tổ chức này đã có mặt tại 94 nước trên thế giới và giúp đỡ 1.3 triệu trẻ em.
Vào tháng 7/ 2011, Billimoria thành lập Child and Youth Finance International, 1 mạng lưới hoạt động với quy mô toàn cầu nhằm tập hợp các tổ chức tài chính, giáo dục có chung mục tiêu nâng cao nâng lực tài chính và đưa giáo dục tài chính toàn diện tới trẻ em và thanh thiếu niên dựa trên cơ sở liên hiệp và chia sẻ các nguồn vốn sẵn có.

## Các đóng góp, ghi nhận và giải thưởng
Billimoria được thế giới biết đến là một nhà phát ngôn tín nhiệm, đặc biệt trong lĩnh vực thúc đẩy giáo dục tài chính trẻ em. Những hoạt động xã hội và nhân đạo của bà đã giúp đỡ cuộc sống của hàng triệu trẻ em trên toàn thế giới. Bà từng là phát ngôn viên tại Diễn đàn Kinh tế thế giới, Hội thảo Skoll cho các doanh nghiệp xã hội và nhiều doanh nghiệp, đại học quốc tế khác. Các đóng góp cho xã hội của bà được ghi nhận bao gồm:
- CYFI được lọt vào danh sách TOP 100 tổ chức phi chính phủ của Global Journal và được biết đến như là "Tổ chức phi chính phủ mới triển vọng nhất" (2013).[11]
- Aflatoun lọt vào danh sách TOP 100 tổ chức phi chính phủ (năm 2012 và 2013) của Global Journal.[12]
- Là người cải cách giành được Public Fellowship của en: Ashoka: Innovators for the Public.[13]
- Schwab Fellowship cho các doanh nhân xã hội.[14]
- Doanh nhân xã hội xuất sắc năm 2012.[15]
- Skoll Award dành cho doanh nhân xã hội[10]
- Một trong 50 cá nhân xuất sắc cho đóng góp của bà với Aflatoun[16]
- Giải thưởng của Hiệp hội ngân hàng Ả-rập cho đóng góp của bà với CYFI.[17]

## Các tổ chức đã thành lập
- Telephone Helplines Association
- Credibility Alliance[18]
- Meljol[19]
- Childline India Foundation
- Child Helpline International
- Aflatoun, Child Savings International
- Child and Youth Finance International[20]

## Các sách đã xuất bản
- Children & Change and Partners for Change (2009)
- Twinkle Star (Std. I to Std. IV) value education textbooks.
- Explorer Series (Std. V to Std. IV) value education textbooks.
- CHILDLINE Across India series:
  - Listening to children: An overview to CHILDLINE
  - Laying the Foundation: Getting Started and Taking Off
  - CHILDLINE at my finger tips: A resource book
  - Spreading the word: CHILDLINE awareness strategies
  - Recording children's concerns: Documenting CHILDLINE
- The National Initiative for Child Protection
- Voices from the streets: Life stories of children who have called CHILDLINE